# Toxicator
Toxicator ist ein seit 2009 jährlich stattfindendes Musikfestival der elektronischen Tanzmusik und findet in der Maimarkthalle in Mannheim statt. Es ist eines der größten Indoor-Musikfestivals in Deutschland und wird vom Veranstalter I-Motion ausgetragen, der auch das Syndicate Festival in Dortmund veranstaltet. Aufgelegt werden Hardstyle und Hardcore Techno. Unter anderem traten Wildstylez, die Psyko Punkz, Evil Activities, Angerfist, Coone, Korsakoff, Tatanka und DJ Luna bereits bei Toxicator auf.
2009 bis 2011 gab es einen Ableger dieses Festivals in Polen.
Seit 2015 unterstützt Eve & Rave Münster die Veranstaltung mit einem Drogeninformationsstand.
2018 fand die Veranstaltung unter dem Motto „10 Years“ statt.

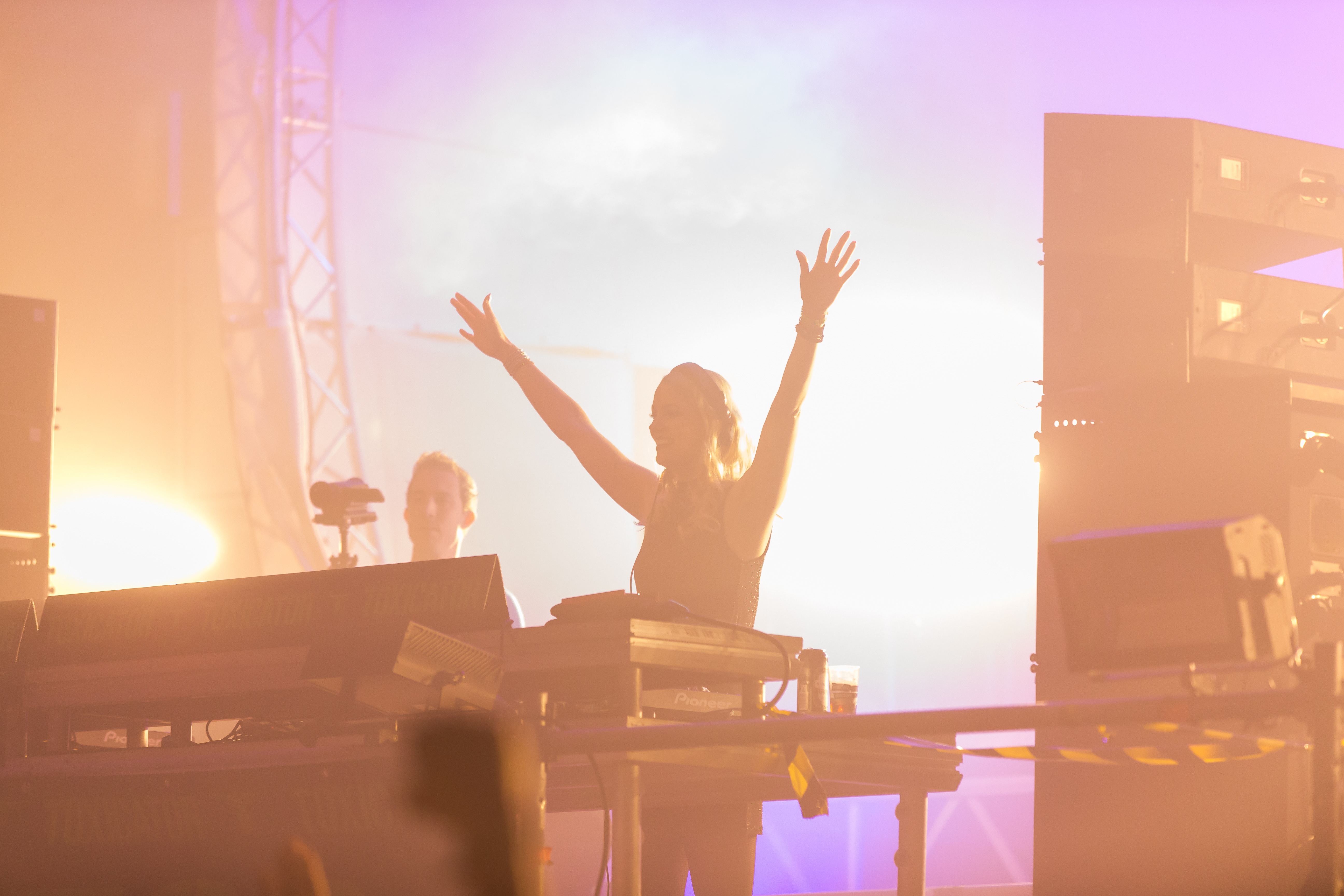
DJ Quitara (Toxicator 2015)

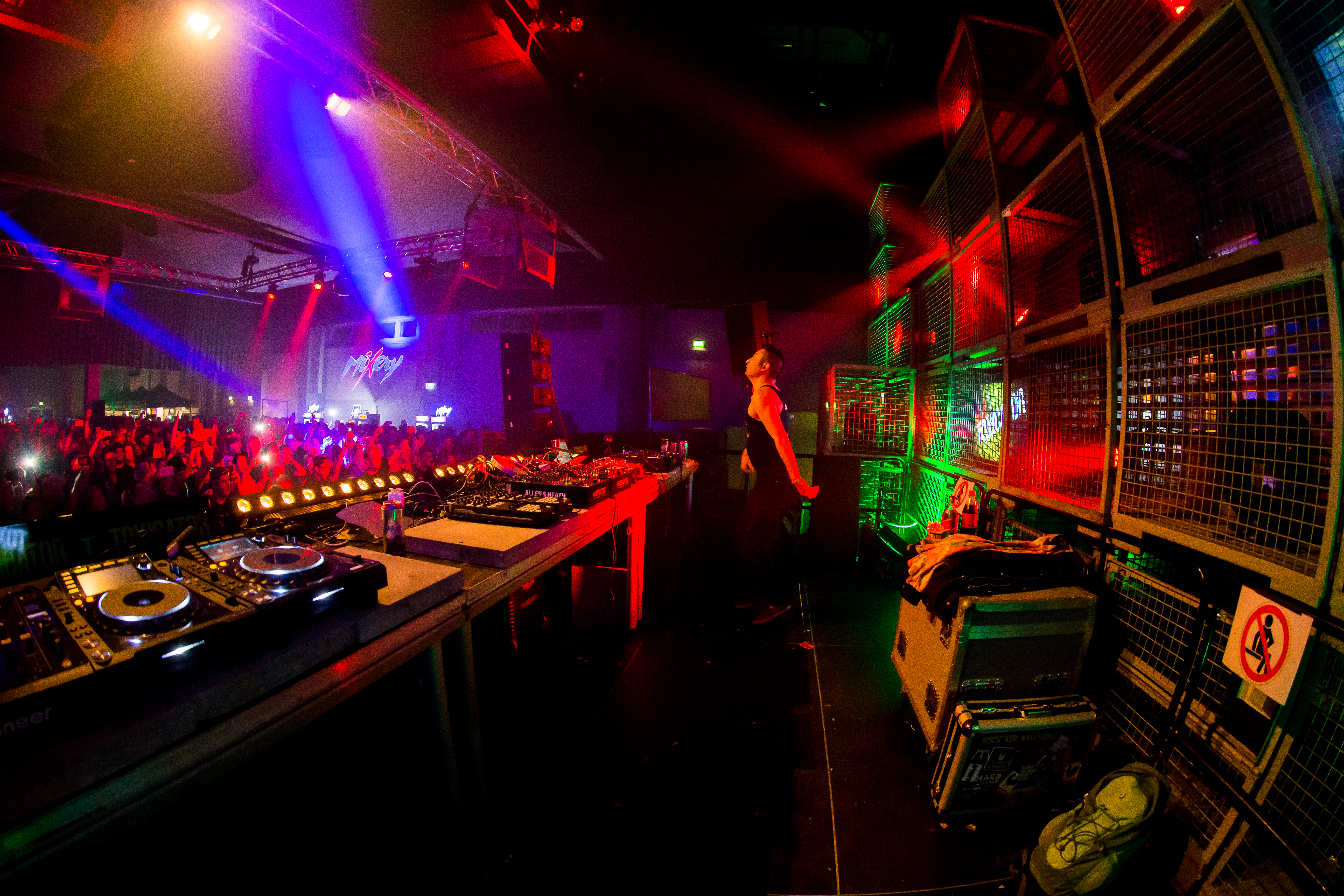
Sutura (Toxicator 2015)

## LineUp
In der folgenden Tabelle sind Besucherzahlen und LineUps aufgelistet.
| Datum                      | DJs | Besucher |
| -------------------------- | --- | -------- |
| 31. Jan. 2009 Chorzow (PL) | Blackmail, Evil Activities, B-Front, Predator, Alphaverb, MC Rems, Gabba Front Berlin, Shogun & MC H, MC Syco, Enigmato, Malec, Rotterdam Terror Corps -live-, 2-Sidez -live- | 2.000    |
| 7. Nov. 2009               | Hardcore & Hardstyle: Luna, J.D.A., Blackmail, Catscan, AniMe, Crypsis, Shogun & Rocca MC, Pressureheads, Rotterdam Terror Corps -live-, 2-Sidez -live-, MC H Hardtechno: Space DJ'z, Frank Kvitta, Robert Natus, Torsten Kanzler, DJ Lukas, Pasquale Schwarzz, Boris S. -live-, BMG aka Brachiale Musikgestalter -live- | 3.600    |
| 24. Apr. 2010 Chorzow (PL) | Hardstyle Mafia, Vortex, The DJ Producer, Activator, AniMe, Stormtrooper, D-Passion, DJ Mystery, Enigmato, Driver, Skydriver, ResQ, MC H, Endymion -live- | 2.500    |
| 4. Dez. 2010               | Hardcore: Korsakoff, The DJ Producer, Vince, AniMe, The Wishmaster, Slave Friese, Dyprax, E-Phex, Angerfist -live-, The Speed Freak -live-, EBE Company -live-, MC Tha Watcher Hardstyle: Showtek, Josh & Wesz, DJ Mystery, Chain Reaction, DJ Zealot, Twilight Forces, Anagenetic, Pressureheads, G-Style Brothers, Crypsis -live-, MC H Hardtechno: Pet Duo, O.B.I., Greg Notill, Sutura, Jason Little, Giuseppe Castani, BMG aka Brachiale Musikgestalter -live-, Ivee -live-                               | 6.000    |
| 7. Mai 2011 Katowice (PL)  | Outblast, Luna, Masters Of Noise, Instigator, DJ Gigi, Pradera, Enigmato, ResQ, Driver, O.B.I., Sutura, Jason Little, Arthur Crag, BMG aka Brachiale Musikgestalter -live-, Arkus P. -live-, Ivee -live-, MC H | 2.000    |
| 26. Nov. 2011              | Hardcore: Angerfist, Evil Activities -live-, Partyraiser, Tieum, Stormtrooper, DJ A.G.K., Outblast, Negative A, The Sickest Squad -live-, Masters of Noise, Angeldust, MC Tha Watcher Hardstyle: Psyko Punkz, Mystery, Mark with A K, Fenix, Pradera, MC H, Luna, Twilight Forces, Chain Reaction, Dalora, G-Style Brothers Hardtechno: BMG aka Brachiale Musikgestalter -live-, Arkus P. -live-, Sutura, Buchecha, Frank Kvitta, Marco Remus, Candy Cox, Kenned Pool                                          | 7.200    |
| 8. Dez. 2012               | Hardcore: Neophyte -live-, Endymion -live-, Art of Fighters, Unexists vs. Tieum, Tommyknocker, AniMe, Masters of Noise, Dr. Peacock, THORAX -live-, Tensor & Re-Direction, Clockshock, MC Apster Hardstyle: Tatanka -live-, Coone, Kutski, Mystery, Twilight Forces, Dalora, DJ Zealot, D-Liciouz, Sounic, Hardliner, MC H Hardtechno: BMG aka Brachiale Musikgestalter -live-, PET Duo, Viper XXL, Boris S. -live-, Sutura -live-, Fatima Hajji, Matt M. Maddox & Feedi on 4 decks, Jan Fleck -live-, Hellboy | 8.200    |
| 7. Dez. 2013               | Hardcore: Mad Dog, Art of Fighters -live-, Outblast, Noize Suppressor -live-, Miss K8, Catscan, Javi Boss, Tymon, Thrasher; Quitara, Clockshock, MC Tha Watcher -live- Hardstyle: Wildstylez, Psyko Punkz, Code Black, Max Enforcer, Alpha², Atmozfears, Solutio & The I`s, Mystery, Omegatypez, MC H -live- Hardtechno: BMG -live-, Double Dare aka Buchecha & Malke, Mario Ranieri, Arkus P. -live-, MinuPren, Sutura, Pappenheimer, Olle                                                                    | 9.200    |
| 6. Dez. 2014               | Hardcore: Korsakoff, Partyraiser, Evil Activities, AniMe, THORAX -live-, Akira, Tensor & Re-Direction, Bloodcage, Quitara, Vicious Conspiracy, Clockshock, MC Tha Watcher Hardstyle: Frontliner -live-, Noisecontrollers, Frequencerz, Wasted Penguinz, Omegatypez, Audiotricz, Faizar, Dark Pact, D-Liciouz, MC H Hardtechno: BMG -live-, Candy Cox, Viper XXL, TBASS aka MinuPren & Stormtrooper, Sutura, Jan Fleck -live-, Andi Teller, Men vs. Machine                                                     | 11.600   |
| 5. Dez. 2015               | Hardcore: Angerfist, Partyraiser, Mad Dog, Outblast, Dr. Peacock, Tensor & Re-Direction, Masters of Noise, Quitara, Mechanical Animal, Clockshock, DJ Ron, MC Tha Watcher Hardstyle: Brennan Heart, Wildstylez, Atmozfears, Hard Driver, Omegatypez, Deetox, Cyber, Exit Mind, Festuca, MC H Hardtechno: BMG -live-, Pet Duo, Fatima Hajji, Sutura, Svetec, Gockel | 12.000   |
| 3. Dez. 2016               | Hardcore: Angerfist, Korsakoff, Noize Suppressor b2b Unexist, Art of Fighters, The Sickest Squad, Akira, Tensor & Re-Direction, Thorax, Clockshock, DJ Maniac, MC Tha Watcher Hardstyle: Noisecontrollers, Zatox, Bass Modulators, Sound Rush, Dailucia, D-Liciouz, Sounic, Scale, MC Villian Hardtechno: BMG -live-, Sutura, TBASS aka MinuPren & Stormtrooper, Andi Teller, Dominik Stuppy, Olle | 11.000   |
| 2. Dez. 2017               | Hardcore: Re-Fuzz, D-Ceptor, Quitara, Tensor & Re-Direction, THORAX, Neophyte, Rotterdam Terror Corps, Peacock in Concert, AniMe, Andy the Core, Tha Watcher Hardstyle: Airtunes, GSB aka G-Style Brothers, Psyko Punkz, Atmozfears, Coone, Frequencerz, Deetox, Sounic, MC DL Hardtechno: Ranger, Zahni, BMG, Fernanda Martins, Sutura, Jason Little | 11.000   |
| 1. Dez. 2018               | Hardcore: Art of Fighters, D-Ceptor, F.Noize, Partyraiser, Quitara, Re-Style, Scarphase, Tha Playah, The Sickest Squad, Thorax, Tha Watcher Hardstyle: Amentis, Broken Element, Frontliner, Nick Novity, Phrantic, Ran-D, Sound Rush, Tempest, Villain, Wildstylez Hardtechno: BMG, Dominik Stuppy, Greg Notill, ILL pAtrOn vs. KaNNa[d]iSs, Minupren, PETDuo |          |
| 7. Dez. 2019               | Hardcore: D-Ceptor, D-Fence, Dr. Peacock, Miss K8, N-Vitral, Partyraiser, Quitara, Sefa, Tensor & Re-Direction, Thorax, MC Nolz Hardstyle: Atmozfears, Audiotricz, Concept Art, GSB, Harris & Ford, Laugherboy, Ncrypta, Radical Redemption, Tesfy, Warface, MC H Hardtechno: Anormal & Hunnel, Die Gebrüder Brett vs. Reche & Recall, Komacasper vs. Nogge, Leigh Johnson, Marc & O, Rotzbengel |          |

## Weblinks

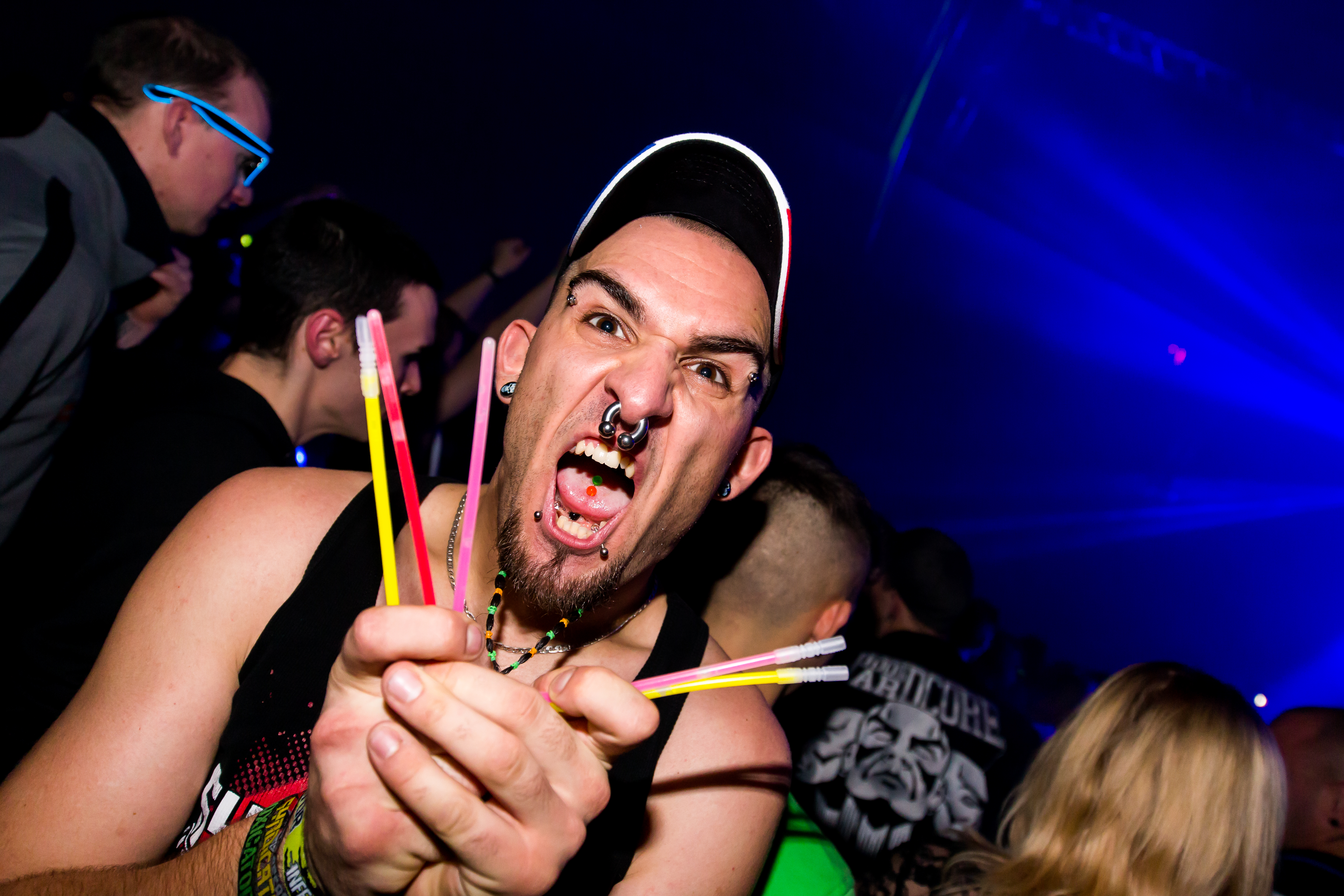
Gast (Toxicator 2015)